# Soma (canción)
Soma es una canción del álbum Siamese Dream de la banda The Smashing Pumpkins.
Es una de las pocas canciones de este disco coescrita por James Iha y Billy Corgan.
Es una de las favoritas de los fanes, a pesar de que no fue lanzada como sencillo.
La canción empieza y termina de manera tranquila, desarrollando un poderoso crescendo que lleva a un solo de guitarra bastante caótico y virtuoso.
Es una de las canciones más largas de Smashing Pumpkins.
A lo largo de toda la canción, la guitarra se grabó en más de cuarenta tracks separados.
Presenta al pianista de REM, Mike Mills.
La letra se refiere a la novela Un mundo feliz (1931), de Aldous Huxley, donde se menciona la droga soma.
La letra fue escrita por Billy Corgan en referencia a su ruptura con su novia Chris Fabian.
En vez de tomar la típica visión solipsística (en que habla solo uno de los componentes de la pareja) de todas las canciones posruptura, en esta canción se expresan ambas perspectivas de la relación rota.
El arreglo expresa esto mediante un estilo vocal bisexual, y también en la instrumentación: se desarrolla desde un estilo relajado y suave hasta una fortísima distorsión, y finalmente vuelve al arreglo tranquilo del principio.
Corgan dijo que esta canción «está basada en la idea de que una relación amorosa es casi lo mismo que el opio: suavemente te pone a dormir, te ablanda y te da una sensación de seguridad y certeza».
- Datos: Q7559093